# Colgaroides everetti
Colgaroides everetti är en insektsart som beskrevs av William Lucas Distant 1910. Colgaroides everetti ingår i släktet Colgaroides och familjen Flatidae.
Artens utbredningsområde är Filippinerna. Inga underarter finns listade i Catalogue of Life.